# Gmelinit
Gmelinit ist die Sammelbezeichnung für ein nicht näher bestimmtes Mineral aus einer Gruppe chemisch sehr ähnlicher Minerale, bestehend aus den von der International Mineralogical Association (IMA) anerkannten Endgliedern Gmelinit-Ca, Gmelinit-K und Gmelinit-Na. Alle Endglieder kristallisieren im hexagonalen Kristallsystem mit folgender chemischer Zusammensetzung:
- Gmelinit-Na: Na4[Al4Si8O24]·11H2O (empirische Formel: (Na7.61Ca0.03K0.16)[Al7.41Si16.49O48]·21.51H2O[2])
- Gmelinit-Ca: Ca2[Al4Si8O24]·11H2O (empirische Formel: (Ca2.06Sr1.35Na0.78K0.11)[Al7.82Si16.21O48]·23.23H2O[2])
- Gmelinit-K: K4[Al4Si8O24]·11H2O (empirische Formel: (K2.72Ca1.67Sr0.39Na0.22Mg0.13)[Al7.79Si16.32O48]·23.52H2O[2])

Es sind also chemisch gesehen wasserhaltige Natrium-, Calcium- bzw. Kalium-Alumosilikate, die strukturell zu den Gerüstsilikaten gehören und als solche zur Gruppe der Zeolithe innerhalb der Mineralklasse der „Silikate und Germanate“ gezählt werden.
Gmelinit entwickelt meist tafelige, pyramidale oder rhomboedrische Kristalle mit glasähnlichem Glanz auf den Oberflächen, kommt aber auch in Form radialstrahliger oder körniger Mineral-Aggregate vor. In reiner Form ist er farblos und durchsichtig. Durch vielfache Lichtbrechung aufgrund von Gitterbaufehlern oder polykristalliner Ausbildung kann er aber auch weiß erscheinen und durch Fremdbeimengungen eine gelbliche, grünliche oder hellorange bis lachsrote Farbe annehmen, wobei die Transparenz entsprechend abnimmt.

## Etymologie und Geschichte

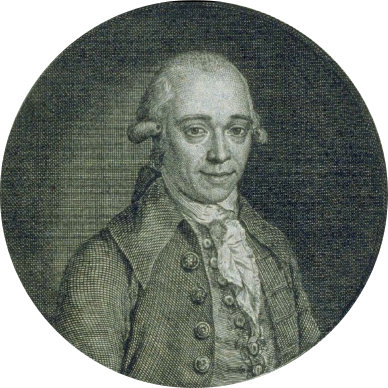
Christian Gottlob Gmelin

Erstmals entdeckt wurde Gmelinit am Monte Nero nahe der Gemeinde San Pietro Mussolino in der nordostitalienischen Provinz Vicenza (Venetien) und beschrieben 1825 durch David Brewster, der das Mineral nach dem bekannten Chemiker und Pharmazeuten Christian Gottlob Gmelin benannte.
Gmelinit-Ca wurde ebenfalls erstmals am Monte Nero entdeckt und 1997 durch Douglas S. Coombs et al. beschrieben. Aufgrund dieser Entdeckung wurde der von Brewster beschriebene Gmelinit 1997/98 im Zuge einer allgemeinen Überarbeitung der Zeolith-Nomenklatur durch Coombs et al. als natriumreiches Endglied in Gmelinit-Na umbenannt. Als drittes mögliches, zunächst hypothetisches, Endglied der Gmelinit-Reihe wurde Gmelinit-K vorgeschlagen. Die Kristallstruktur von Gmelinit-Na wurde erstmals 1966 von K. Fischer bestimmt, 1982 allerdings durch Ermanno Galli et al. neu definiert. Die Struktur von Gmelinit-K wurde 1990 durch Giovanna Vezzalini et al. neu definiert.
Als natürliche Mineralbildung wurde Gmelinit-K erstmals 1999 am Alluaiw im Lowosero-Tundra-Massiv auf der russischen Halbinsel Kola auch entdeckt und durch A. P. Khomyakov, L. I. Polezhaeva und Yu. A. Malinovskiy beschrieben. Bei der IMA wurde das Mineral unter der Eingangs-Nr. 1999-039 registriert, geprüft und als eigenständig anerkannt. Die Publikation der Originalbeschreibung folgte 2001 in dem von der Mineralogical Society of America herausgegebenen Magazin „American Mineralogist“.

## Klassifikation
In der veralteten 8. Auflage der Mineralsystematik nach Strunz gehörte der hier noch als ein Mineral angesehene Gmelinit zur Mineralklasse der „Silikate“ und dort zur Abteilung der „Gerüstsilikate (Tektosilikate)“, wo sie zusammen mit Chabasit, Erionit, Lévyn und Offretit die „Chabasit-Gruppe“ mit der Systemnummer VIII/F.14 innerhalb der Zeolithfamilie bildete.
In der zuletzt 2018 überarbeiteten Lapis-Systematik nach Stefan Weiß, die formal auf der alten Systematik von Karl Hugo Strunz in der 8. Auflage basiert, erhielten die hier aufgeteilten Mineral-Endglieder die System- und Mineralnummern VIII/J.26-050 (Gmelinit-Na), VIII/J.26-052 (Gmelinit-K) und VIII/J.26-054 (Gmelinit-Ca). Dies entspricht ebenfalls der Abteilung „Gerüstsilikate“, wo die Gmelinite zusammen mit Bellbergit, Chabasit-Ca, Chabasit-K, Chabasit-Mg, Chabasit-Na, Chabasit-Sr, Erionit-Ca, Erionit-K, Erionit-Na, Lévyn-Ca, Lévyn-Na, Mazzit-Mg, Mazzit-Na, Offretit, Perlialit, Tschernichit und Willhendersonit eine unbenannte Gruppe mit der Systemnummer VIII/J.26 innerhalb der von Gruppe VIII/J.26 bis 27 reichenden Würfelzeolithe bildet.
Die von der International Mineralogical Association (IMA) verwendete 9. Auflage der Strunz’schen Mineralsystematik ordnet die Gmelinite in die erweiterte Klasse der „Silikate und Germanate“ und dort in die Abteilung „Gerüstsilikate (Tektosilikate) mit zeolithischem H2O; Familie der Zeolithe“ ein. Diese ist weiter unterteilt nach der Gerüststruktur, so dass die Gmelinite entsprechend ihrem Aufbau in der Unterabteilung „Ketten von Fünfer-Ringen“ zu finden sind, wo sie die „Gmelinitgruppe“ mit der Systemnummer 9.GD.05 bilden.
In der vorwiegend im englischen Sprachraum gebräuchlichen Systematik der Minerale nach Dana haben die Gmelinite die System- und Mineralnummern 77.01.02.06 (Gmelinit-Na), 77.01.02.06a (Gmelinit-Ca) und 77.01.02.06b (Gmelinit-K). Dies entspricht ebenfalls der Klasse der „Silikate“ und dort der Abteilung „Gerüstsilikate: Zeolith-Gruppe“, wo die Gmelinite zusammen mit Chabasit-Ca, Chabasit-Na, Chabasit-K, Chabasit-Sr, Herschelit, Willhendersonit, Offretit, Erionit-Na, Erionit-K, Erionit-Ca, Faujasit-Na, Faujasit-Ca, Faujasit-Mg, Lévyn-Ca, Lévyn-Na und Tschörtnerit in der Gruppe „Chabasit und verwandte Arten“ mit der Systemnummer 77.01.02 innerhalb der Unterabteilung „Echte Zeolithe“ zu finden ist.

## Kristallstruktur
Alle Gmelinite kristallisieren hexagonal in der Raumgruppe P63/mmc (Raumgruppen-Nr. 194) mit den folgenden Gitterparametern bei jeweils einer Formeleinheit pro Elementarzelle:
- Gmelinit-Na: a = 13,756(5) Å und c = 10,048(5) Å
- Gmelinit-Ca: a = 13,800(5) Å und c = 9,964(5) Å
- Gmelinit-K: a = 13,621(3) Å und c = 10,254(1) Å

## Bildung und Fundorte

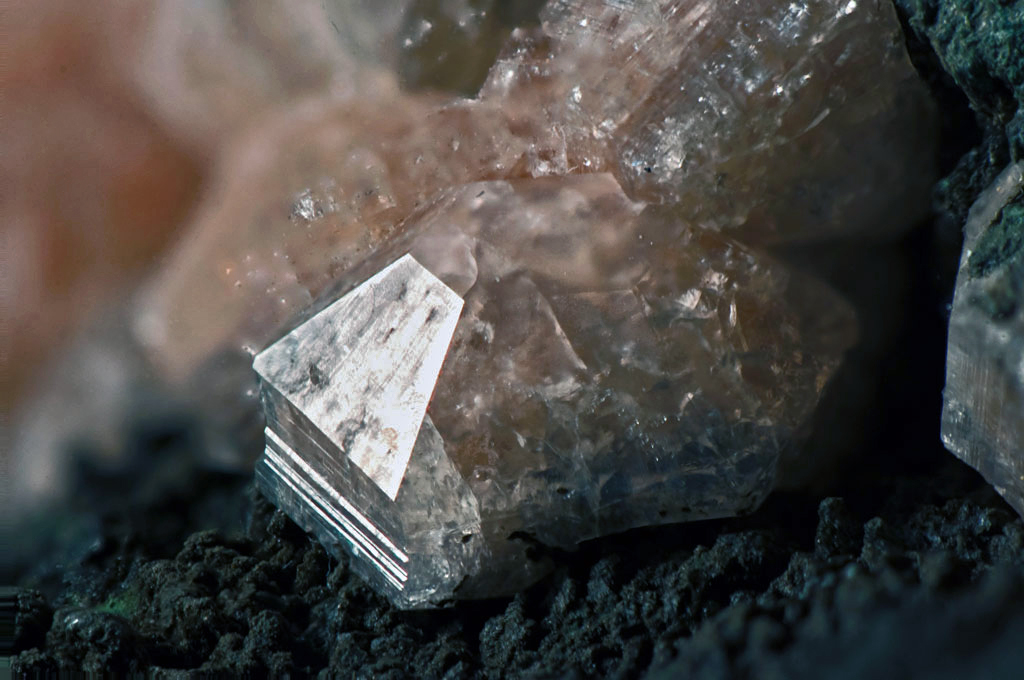
Blassrosa Gmelinit mit hexagonalem Habitus aus „Two Islands“ (Brothers), Parrsboro, Cumberland County, Nova Scotia, Kanada

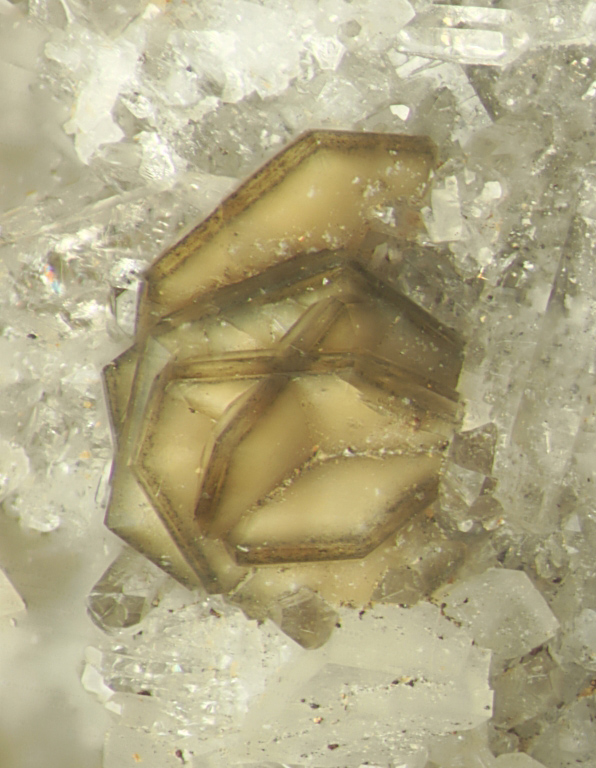
Tafeliger Gmelinit-Na aus dem Steinbruch Poudrette, Mont Saint-Hilaire, Kanada (Sichtfeld 2,2 mm × 2,9 mm)

Gmelinit bildet sich in Hohlräumen von natrium-, calcium- und/oder kaliumhaltigen Vulkaniten wie beispielsweise Basalt oder Pegmatit. Als Begleitminerale können weitere Zeolithe, aber auch Aragonit, Calcit, Cancrinit, Nephelin, Quarz, Sodalith und andere Minerale auftreten.
Als eher seltene Mineralbildung können Gmelinite an verschiedenen Fundorten zum Teil reichlich vorhanden sein, insgesamt sind diese Minerale aber wenig verbreitet. Weltweit sind bisher rund 180 Vorkommen für Gmelinite dokumentiert (Stand 2025). Neben der für Gmelinit-Na und Gmelinit-C geltenden Typlokalität Monte Nero und anderen Orten in der Region Venetien traten diese Minerale noch am Mount Caliella bei Palagonia auf Sizilien zutage. Gmelinit-K konnte außer an seiner Typlokalität Alluaiw in Russland bisher nur noch bei San Giorgio di Perlena in der italienischen Provinz Vicenza (Venetien) gefunden werden.
In Deutschland fand sich Gmelinit bisher im Steinbruch Zeilberg bei Maroldsweisach in Bayern, im Steinbruch am Gaulsberg bei Ortenberg (Wetteraukreis) in Hessen, bei Bad Harzburg, Adelebsen und Sankt Andreasberg in Niedersachsen sowie in den Steinbrüchen Meerberg (auch Mehrberg) bei Vettelschoß und einem Basalt-Steinbruch bei Mahlscheid (auch Malscheid) in Rheinland-Pfalz bekannt.
Weitere Fundorte liegen unter anderem in der Antarktis, Australien, Frankreich, Grönland, Italien, Japan, Kanada, Kasachstan, Kenia, Japan, Madagaskar, Neuseeland, Norwegen, Russland, Spanien, Südafrika, Tschechien, der Ukraine, Ungarn, im Vereinigten Königreich (England, Nordirland, Schottland), den Vereinigten Staaten von Amerika (Arizona, Connecticut, Kalifornien, New Jersey, Oregon, Pennsylvania, Rhode Island, Washington) und Zypern.